# Франциск Асизки се отрича от семейството
„Франциск Асизки се отрича от семейството“ е картина на италианския художник от XV век Стефано ди Джовани ди Консоло, познат като Сасета (1392 – 1450). Картината е рисувана в периода 1437 – 1444 година. 
В композицията е представен момента на отричането на свети Франциск от Асизи от семейството си поради отдаване на църковен живот. Франциск подарил на църквата парите, наследени от своя баща, който се обръща с жалба към градските власти. Тогава Франциск съблича дрехите си, казвайки, че те принадлежат на баща му, а той вече не познава друг баща освен Бог. В дадената сцена светецът е изобразен без дрехи, които са захвърлени в краката на разгневения баща. Франциск се обръща към епископа и той с умиротворяващ жест предлага реално и символично покровителство и на двамата. 
Това изображение върху дъска представлява част от двустранен олтар, посветен на разкази за житието на свети Франциск. Намира се в град Борго Сансеполкро, Тоскана, Италия.